# آمنوره ورزشی
آمنوره ورزشی یک وضعیت پزشکی است که در آن زنانی که درگیر ورزش‌های سنگین هستند، دچار فقدان قاعدگی در دوره‌های زمانی مختلف می‌شوند. این به دلیل اختلال عملکرد عصبی غدد درون ریز رخ می‌دهد و معمولاً برگشت‌پذیر است. آمنوره ورزشی جزء سه‌گانه زن ورزشکار است.

## اتیولوژی
آمنوره ناشی از ورزش در ۲۵–۵ درصد از ورزشکاران و ۱٫۸ درصد از جمعیت عمومی رخ می‌دهد. بروز این بیماری در دوندگان ماراتن و در زنانی که وزن کمتری دارند و کمی جوان‌تر هستند بیشتر است. آمنوره ورزشی در رقصندگان باله، دوچرخه سواران، شناگران و کسانی که در ورزش‌های غیر تحمل وزن فعالیت می‌کنند نیز گزارش شده‌است.

## پاتوفیزیولوژی
ورزش سنگین باعث سرکوبی در تولید هورمون آزاد کننده گنادوتروپین (GnRH) می‌شود. ترشح GnRH معمولاً به صورت ضربانی و هر ۶۰ تا ۹۰ دقیقه اتفاق می‌افتد که این در آمنوره ورزشی وجود ندارد. عملکرد GnRH تحریک ترشح هورمون لوتینیزه کننده (LH) و هورمون محرک فولیکول (FSH) است. در نتیجه LH و تا حدی FSH در مقادیر کم ترشح می‌شود. این هورمون‌ها برای قاعدگی طبیعی ضروری هستند و اگر به مقدار کافی ترشح نشوند منجر به آمنوره می‌شوند.

## تشخیص
آمنوره ورزشی یک تشخیص تفریقی است. دخترانی که در سنین پایین ورزش می‌کنند ممکن است آمنوره اولیه داشته باشند. تشخیص افتراقی عبارتند از: آندروژن اضافی، تومورهای هیپوفیز (نادر)، تومورهای بطن سوم (نادر) یا سایر شرایطی که منجر به سوء تغذیه مزمن می‌شوند. تاریخچه رژیم غذایی و بررسی تراکم استخوان نیز باید انجام شود تا مشخص شود آیا سه‌گانه زن ورزشکار وجود دارد یا خیر.

## مدیریت
آمنوره ورزشی را می‌توان با خوردن یک رژیم غذایی سرشار از کالری و با کاهش مدت و شدت ورزش برای حداقل ۱۲ ماه کنترل کرد. آمنوره معمولاً ادامه دارد و ممکن است بیش از ۶ ماه طول بکشد تا بهبود یابد.